# Galina Shostakóvich
Galina Dmitrievna Shostakóvich (en ruso: Галина Дмитриевна Шостакович; Leningrado, 30 de mayo de 1936) es una pianista y bióloga rusa.

## Biografía
Es la hermana mayor de Maksim Shostakóvich y la primera hija de Dmitri Shostakóvich y la física Nina Vasilyevna Varzar.
Recibió una formación temprana de su padre en el piano, que le dedicó su Cuaderno de niños Op. 69  por su cumpleaños el 30 de mayo de 1945. Quería convertirse en bailarina. Aprendió varios idiomas. A los 11 años, su francés ya era tan bueno como su ruso. Comenzó a estudiar composición con su padre a una edad temprana. Poco después de la muerte de su madre, el 4 de diciembre de 1954, Galina se matriculó en Biología en la Universidad de Moscú, donde se graduó en 1959. Ese mismo año, se casó con Yevgeni Borisovich Chukovski, un cámara y director de fotografía. Era nieto del autor y poeta infantil Kornéi Chukovski y sobrino de Lidia Chukovskaia.
En una carta a su hija el 6 de agosto de 1958, su padre le decía: «... El tiempo pasa. Y el amor en la vida, esto es lo más importante. Además de esto, es muy serio y responsable. Siempre debe haber una combinación armoniosa de los sentidos y el intelecto. Realmente quiero ver que tu vida fue buena, para que siempre estés sana y feliz. Besos. Papá». Su primer hijo, Andréi, nació en agosto de 1960 y su segundo hijo, Nikolái, en enero de 1962.